# Санкоре
Санкоре (фр. Sankoré) — медресе в исторической части города Томбукту. Признано ЮНЕСКО памятником Всемирного наследия.

## История
Время основания неизвестно. Предположительно, входящая в состав ансамбля глинобитных зданий мечеть была построена по приказу императора Манса Муса после его возвращения из хаджа (около 1327 года). Главный двор воспроизводит пропорции Каабы. О блеске средневекового учебного заведения свидетельствует огромное количество сохранившихся средневековых рукописей: их число оценивается в несколько сотен тысяч.
После перехода Тимбукту под власть Марокко в 1591 году на учёных начались гонения, многие были вынуждены покинуть город, и Санкоре пришло в упадок.